# Зейтинли-кёю
Зейтинли-кёю (тур. Zeytinliköy), или А́йи-Тео́дори (греч. Άγιοι Θεόδωροι) — деревня на острове Гёкчеада (Имврос) в провинции Чанаккале в Турции.
В деревне имеется электричество и водоснабжение. Работают отделение связи и медицинский пункт. Имеется начальная школа, но в последние годы она не действовала. Экономическая составляющая посёлка — животноводство и сельское хозяйство.
Действует православный храм в честь Успения Богоматери. Вблизи деревни сохраняются ещё три населённых пункта с преобладающим греческим населением: Бадемли-кёю (Глики́), Дерекёй (Схину́ди), Тепекёй (Агри́диа). 
Ежегодно, в августе, свою родную деревню посещает патриарх Константинопольский Варфоломей I.

## Население
Население посёлка в декабре 2012 года составляло 112 человек. Большинство населения — православные греческие семьи, кроме того, в селе проживает несколько турецких семей, являющихся мусульманами-суннитами.
| 1990 | 2000 | 2009 | 2011  | 2012  |
| ---- | ---- | ---- | ----- | ----- |
| 155  | ↘ 94 | ↗ 98 | ↗ 102 | ↗ 112 |

Этнический состав
 Турки
 Греки
| Село                       | 1927 | 1927 | 1970 | 1970 | 1975 | 1975 | 1980 | 1980 | 1985 | 1985 | 1990 | 1990 | 1997 | 1997 | 2000 | 2000 |
| Зейтинли-кёю / Айи-Теодори | -    | -    | 30   | 507  | 15   | 369  | 36   | 235  | 72   | 162  | 25   | 130  | 12   | 82   | 12   | 76   |

## Известные уроженцы и жители
- Апостол (Христодулу) (1856—1917) — митрополит Серрский.
- Варфоломей (Арходонис) (род. 1940) — патриарх Константинопольский.
- Иаков (Кукузис) (1911—2005) — архиепископ Американский.
- Меледзис, Спирос (1906—2003) — греческий фотограф.